# Charles Quint à cheval à Mühlberg
 (octobre 2012).
Le Portrait équestre de Charles Quint à Mühlberg, également appelé Portrait de Charles Quint à cheval (en italien Ritratto di Carlo V a cavallo), est une huile sur toile du Titien datée de 1548.
L’artiste vénitien la réalise pour représenter l’empereur du Saint-Empire romain germanique et roi d’Espagne, Charles Quint, lors de sa victoire à la bataille de Mühlberg le 24 avril 1547. C’est une toile d’une extraordinaire valeur historique qui exerce une grande influence à l’époque baroque.

## Description
Dans ce portrait équestre, l’empereur est dépeint sous les traits d’un « soldat du Christ » qui prend la défense de la chrétienté attaquée de l’intérieur par le protestantisme. Il porte une longue lance qui rappelle saint Georges, qui, suivant la légende tua un dragon (animal associé aux hérétiques) et un pistolet à roue à l’arçon. La peinture ne cherche pas à mettre en évidence la défaite militaire adverse, et les paysages en fond sont placides, sans troupe, ni représentation des ennemis défaits. 
Dans cette œuvre, le Titien résume les antiques idéaux de chevalerie de Bourgogne que l’empereur connaissait et auquel il ajoute de nombreuses références au classicisme antique. Charles Quint était appelé Cesar Carolus afin de le lier aux empereurs romains. Le Titien combina les stéréotypes de la chevalerie médiévale et de la fonction impériale et créa le meilleur résumé d’un personnage public complexe tel que Charles Quint. Celui-ci devait gérer et maintenir uni un empire transcontinental fait de nombreuses langues et cultures. 
Le cadre commémore la victoire de Charles Quint à la bataille de Mühlberg, l’année avant. Il montre l’empereur à cheval, arrêté devant l’Elbe ; derrière lui, il n’y a qu’une forêt. Tant la lumière comme les couleurs sont chaudes, rouges et ocre. Le visage est sérieux et impassible. Une habileté du Titien a été d’adoucir les traits peu agréables du monarque (prognathe).
Il semble que la toile n’eut jamais été commandée par le monarque, mais par sa sœur Marie de Hongrie. Une anecdote raconte que la toile aurait été emportée par le vent alors qu’elle séchait, et que la zone du cheval fut abîmée. Les fissures furent alors réparées par un autre artiste, Christoph Amberger. Les études par radiographie confirment de tels dommages. 
Conservés en différents palais royaux en Espagne, le cadre a souffert de l’incendie de Alcázar de Madrid en 1734. L’assombrissement de la partie inférieure serait liée à ce sinistre. Heureusement les parties principales ne furent pas touchées et les récentes restaurations lui ont rendu toute sa splendeur. Le cadre passa des collections royales au musée du Prado au XIXe siècle où il est actuellement exposé.

## Autres représentations
Le même thème de la bataille de Mühlberg fut représenté peu après par Martin van Heemskerck dans une toile gravée par Coornhert. Il le fit de manière fantaisiste, avec une esthétique maniériste. À l’opposé, le Titien montra l’empereur avec l’armure qu’il avait réellement mise lors de cette bataille. L’armure, couverte d’or et d’argent, est conservée à l’Armurerie Royale du Palais Royal de Madrid, avec les équipements du cheval. Le Titien peignit tous ces éléments avec minutie, avec sa technique qui donne priorité aux couleurs sur les lignes.
Une copie de la toile du Titien par Alonso Sánchez Coello est conservée à l’hôpital Tavera de Tolède.
Par ailleurs, le peintre flamand Pierre Paul Rubens s'inspira du tableau du Titien pour réaliser le Portrait équestre du Duc de Lerme exposé au  Musée du Prado à Madrid.